# Hori II (fils royal de Koush)
Pour les articles homonymes, voir Hori et Hori II.
Hori II est un fils de Hori Ier et est également vice-roi de Koush. Leurs tombes ont été découvertes à Tell Basta. Hori II est peut-être le père d'un vice-roi ultérieur nommé Ouentaouat.
Hori II a les titres de « Fils royal de Koush », « Régisseur des terres d'Amon-Rê, roi des dieux », et « Scribe du roi. »
Une représentation de Hori II et du gouverneur de Bouhen est présente en avant du cartouche de Ramsès III sur un linteau de Bouhen. Hori II est également attesté à Sehel et Semna.